# We Are the Pipettes
We Are the Pipettes är den brittiska gruppen The Pipettes debutalbum, utgivet den 17 juli 2006. Albumet utgavs på CD, LP och som bild-LP.
Albumomslaget visar de tre sångerskorna iförda korta, svarta klänningar med polka dot-mönster.

## Låtförteckning
1. "We Are the Pipettes" – 2:48
2. "Pull Shapes" – 2:58
3. "Why Did You Stay?" – 1:43
4. "Dirty Mind" – 2:43
5. "It Hurts to See You Dance So Well" – 1:53
6. "Judy" – 2:47
7. "A Winter's Sky" – 3:03
8. "Your Kisses Are Wasted on Me" – 2:11
9. "Tell Me What You Want" – 2:32
10. "Because It's Not Love (But It's Still a Feeling)" – 2:37
11. "Sex" – 2:38
12. "One Night Stand" – 1:40
13. "ABC" – 2:07
14. "I Love You" – 1:37
15. "Really That Bad" – 2:04 (bonusspår)

## Medverkande
The Pipettes
- Gwenno
- RiotBecki
- Rosay